# Chiesa di Sant'Ignazio (Bogotà)
La chiesa di Sant'Ignazio è una chiesa cattolica dedicata a sant'Ignazio di Loyola, nella città colombiana di Bogotà, ubicata nel quartiere La Candelaria, calle 10 tra le carrera sesta e settima, contigua al Collegio maggiore di San Bartolomeo e al Museo di Arte coloniale di Bogotà. Fu costruita da un architetto lucchese, il padre gesuita Giovanni Battista Coluccini.

## Storia
La prima pietra fu posata nel novembre del 1610 e la sua costruzione fu terminata nel 1691. Nel 1635 la chiesa fu consacrata al fondatore della Compagnia di Gesù, sant'Ignazio di Loyola.
Nel 1763 un terremoto distrusse la cupola e ci vollero molti anni per ricostruirla. Durante il periodo della espulsione dei gesuiti dalla Colombia tra il 1767 e il 1891, la chiesa ricevette il nome di "chiesa di San Carlo", in onore del re Carlo III di Spagna. Fino alla costruzione dell'attuale Cattedrale primaziale della Colombia, funse da vice-cattedrale, per la sua vicinanza alla piazza Bolivar, la piazza principale della città.
Nel 2017 è stata terminata una sua ristrutturazione.

## Architettura
Si dice che nel progettare la chiesa di Sant'Ignazio padre Coluccini si fosse ispirato al progetto della chiesa del Gesù a Roma, che è la chiesa madre della Compagnia.
Come quella, la chiesa di Sant'Ignazio ha tre navate, cappelle laterali, matroneo, crociera e cupola. La sua facciata comprende tre archi con aperture corrispondenti alla tre navate interne. Il suo stile è stato messo in relazione con quello della basilica di Sant'Andrea a Mantova, di  stile rinascimentale.
La chiesa chiude alla sua estremità meridionale la piazzetta Rufino Cuervo, componendo un complesso architettonico nel centro coloniale della città.